# Свердруп (единица измерения)
Све́рдруп — внесистемная единица измерения объёмного расхода. Эквивалентна 106 кубических метров в секунду (0,001 км³/c). Используется в океанологии для измерения мощности океанических течений. Символ Sv. Не является единицей СИ, и его символ конфликтует с зивертом. Названа в честь одного из пионеров океанологии  Харальда Свердрупа.

## Типичные значения в природе
Общий речной сток в океан эквивалентен одному свердрупу.
Последние исследования предполагают, что транспорт Гольфстрима постепенно увеличивается с 30 Sv во Флоридском течении до максимального значения в 150 Sv на 55° з. д. Тепло, переносимое с этим огромным объёмом воды, во многом ответственно за умеренный климат северо-западной Европы.